# Roscoelit
Roscoelit, K(V3+,Al,Mg)2AlSi3O10(OH)2, är ett grönt mineral i glimmergruppen som innegåller vanadin. Mineralet är uppkallat efter Henry Enfield Roscoe som först isolerade vanadinmetall.

## Egenskaper
Kristaller av roscoelite har monoklin form. Utseendet är semitransparent till  genomskinligt färgad olivbrunt till grönbrunt. Dess lyster är pärlskimrande. Mineralet visar pleochroism med X-axeln visande grönbrun, och Y och Z-axlarna olivgrön färg.
Roscoelite är en moskovit med aluminium substituerat med vanadin. Vanadin kan också vara substituerat med magnesium, järn, eller mangan.

## Geologisk bildning
Två typer av mineralfyndigheter innehåller roscoelit, antingen guld - silver - tellur lågtemperatur epitermiska insättningar där det förekommer tillsammans med kvarts, fluorit, pyrit och karbonater, eller oxiderat lågtemperatur uran-vanadinmalmer i sedimentära bergarter, där det förekommer med corvusit, hewettit, carnotit och tyuyamunit. Roecoelit ansågs vara en gångartsmineral av ringa värde då den hittades tillsammans med guld. Det har emellertid också varit en betydande vanadinmalm.
I Mount Kare gruvan i Nya Guinea förekommer mineralet med guld och är ett viktigt incitament till uppkomna guldfyndigheter. Temperaturen hos den geotermiska vätska som deponerat roscoelit var från 127 till 167 °C. Vätskan innehöll en hög nivå av salt och innehöll även koldioxid, metan, karbonylsulfid och andra mindre mängder av bergbildande elementen.

## Förekomst
Mineralet har hittats på flera ställen i USA, Australien, Japan, Gabon, Fiji, Nya Guinea och Tjeckien. I USA var det främsta vanadinmineralet vid gruvorna i Placerville, Colorado. I Australien har roscoelit hittats i Kalgoorlie, Radium Hill och Kintore dagbrott på Broken Hill.